# Jochen Fiedler (Künstler, 1962)
 Jochen Fiedler (* 15. Juli 1962 in Dresden) ist ein deutscher Maler und Grafiker.

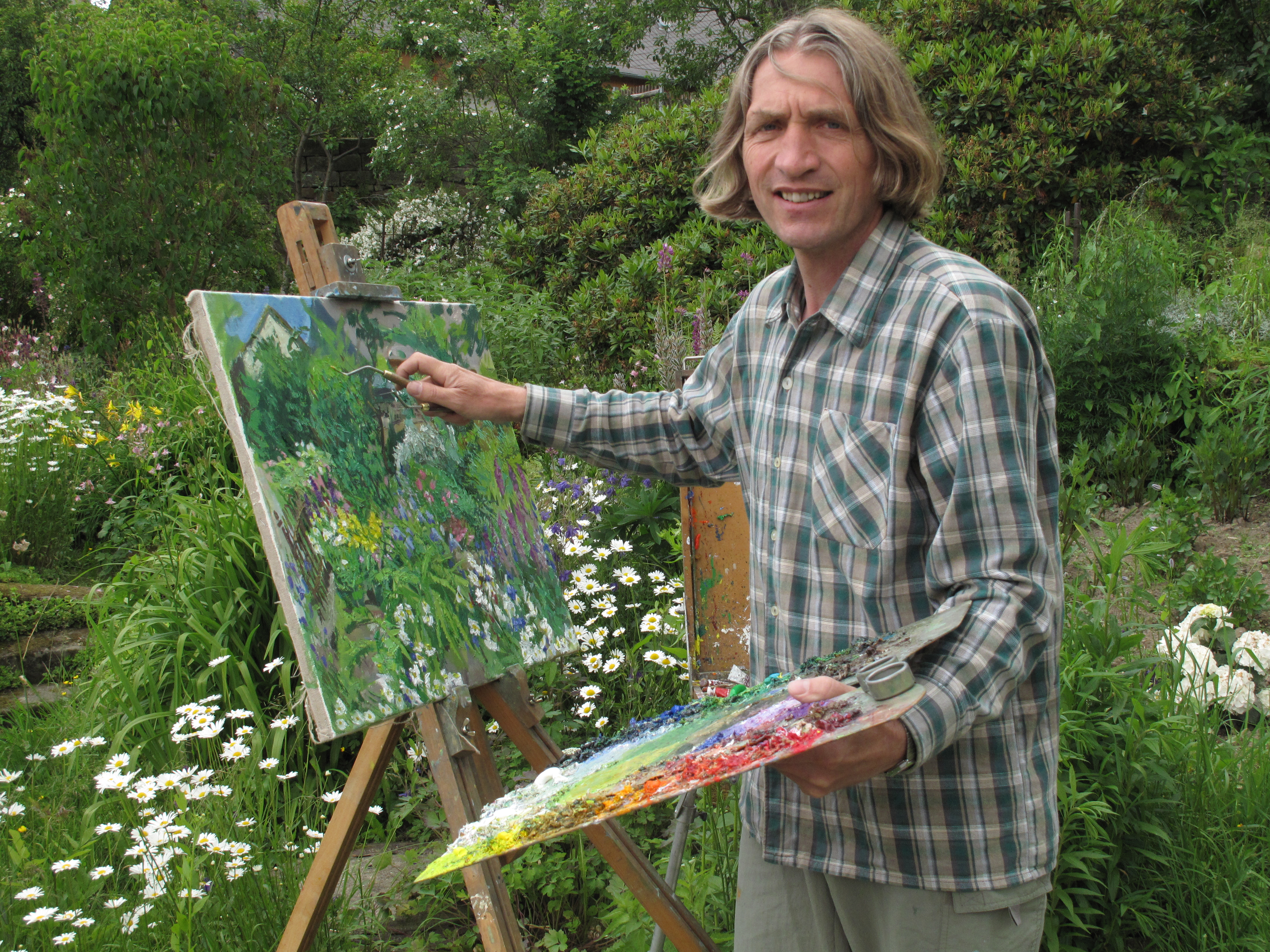
2010 Pleinairmalerei

## Leben
Jochen Fiedler verbrachte seine Kindheit und Schulzeit in Dresden-Cossebaude. Von 1971 bis 1978 nahm er an einem Zeichenzirkel als Schüler bei Richard Sander teil. In den Jahren von 1978 bis 1981 folgte ein Abendstudium an der Hochschule für Bildende Künste Dresden. Vom Jahr 1983 bis 1988 absolvierte er ein Studium an der Hochschule für Bildende Künste Dresden bei Hubertus Giebe und Johannes Heisig, mit Diplom bei Johannes Heisig. In der Zeit von 1988 bis 1989 war er Meisterschüler bei Gerhard Kettner.
In den Jahren von 1992 bis 1996 arbeitete er zeitweise auf kunsttherapeutischem Gebiet im Krankenhaus Dresden-Neustadt. Studienreisen führten ihn - zum Teil zusammen mit Sebastian Glockmann, Studienkollege, - seit 1992 in die Provence, in die Toskana, nach Umbrien. In den Jahren von 2003 bis 2005 führten ihn insgesamt fünf Studienreisen in die Pfalz, nach Anregung und Unterstützung durch den mittlerweile verstorbenen Landauer Freund und Kunstsammler Dieter Kissel.
Seit 1985 ist er verheiratet mit Runhild, geborene Nikulski, mit der er fünf Kinder hat. Ab 1989 arbeitete er freiberuflich in Dresden, wo er bis 2018 ein Atelier hatte. Er lebt seit 1998 in einem um 1900 erbauten ehemaligen Auszugshaus in Cunnersdorf bei Hohnstein in der Sächsischen Schweiz. Seine Arbeiten befinden sich in öffentlichen Sammlungen (Auswahl):
- Kunstfonds des Freistaates Sachsen der Staatlichen Kunstsammlungen Dresden
- Sebnitz: Kunstblumen- und Heimatmuseum
- Neustadt (Sachsen): Stadtmuseum
- Landau: Stadtmuseum und Sparkasse Südpfalz
- Dresden: Ostsächsische Sparkasse Dresden
- Pirna:StadtMuseum Pirna
- Radebeul: Sächsisches Weinbaumuseum Hoflößnitz und Städtische Kunstsammlung
- Königstein: Kunstsammlung der Festung Königstein

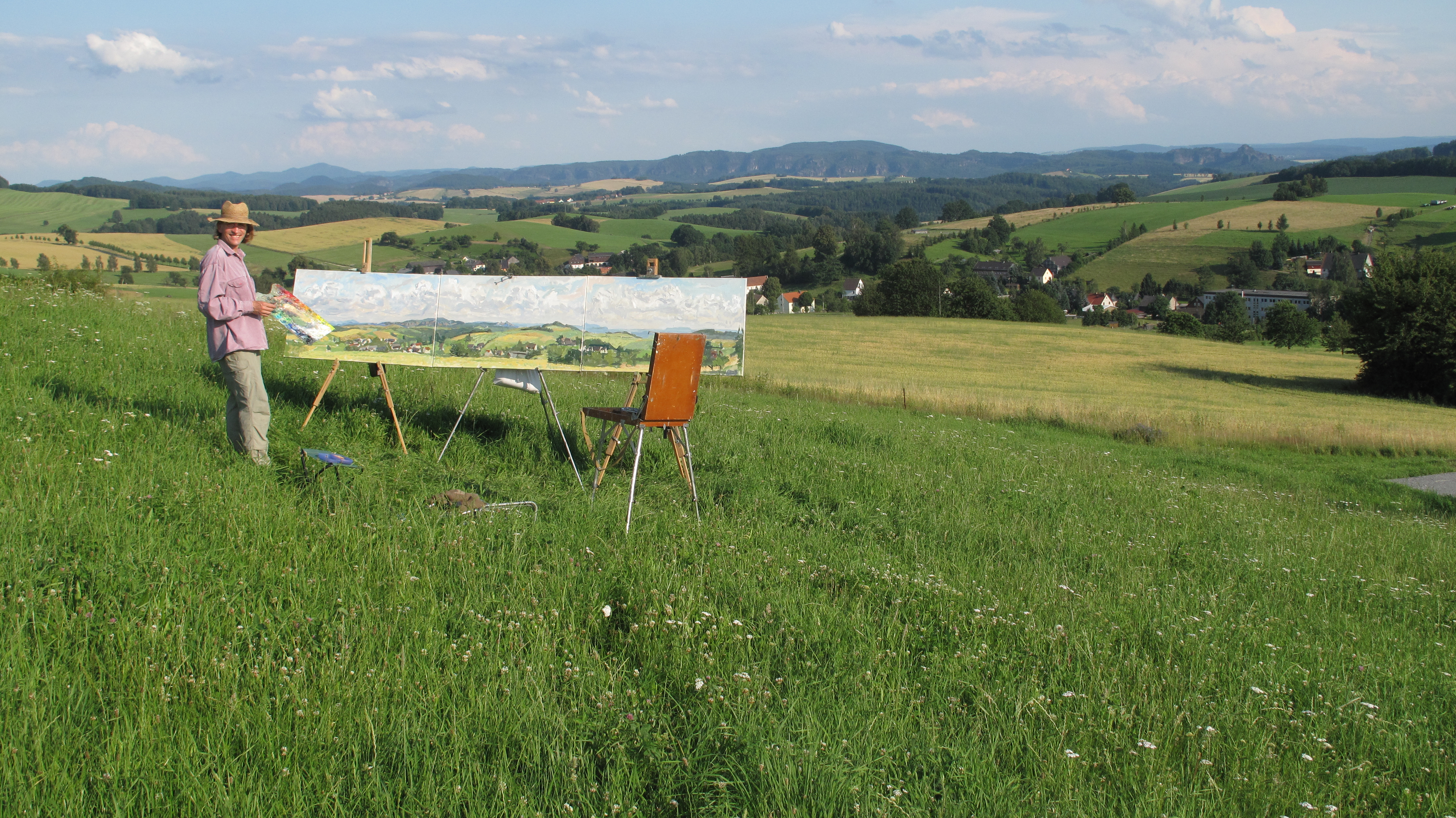
2012 Pleinairmalerei

Jochen Fiedler ist ein typischer Landschaftsmaler der alten ausdrucksstarken Schule, besonders die Gewohnheiten und Arbeitsumstände betreffend. Mit Freude und Enthusiasmus streift er mit Malutensilien und Staffelei bei Wind und Wetter durch die Landschaft auf der Suche nach den besten Motiven. Die Umsetzung der Naturanschauung bringt er als unmittelbares Seherlebnis auf die Leinwand, in Öl, Pastell, Aquarell oder Zeichnung. Seine Begeisterung bringt er z. B. in pfälzischen Landschaften, den herrlichen Landschaften der Provence, Umbriens und der Toscana in farbenprächtigen Werken zum Ausdruck. Besonders die Sächsische Schweiz und deren Umgebung, mit unzähligen Motiven, sind Ausgangspunkt für seine Landschaftsbilder, wie auch das Lausitzer Bergland, das Elbtal mit seinen Tälern und Hochflächen von Böhmen bis Radebeul. Er gibt Gebäuden, Blumen und Bäumen ein bemerkenswertes Gesicht im Wandel der Natur. Seine Malerreisen seit Mitte der 90er Jahre führen meist in ländliche Gegenden und er porträtiert diese mit seinen frischen Farben und vermittelt somit seine Sichtweite der Natur für den Betrachter.
Neben Landschaftsbildern malt Fiedler auch Stillleben, Porträts aus dem Familien- und Freundeskreis und Selbstbildnisse. Als Vorbilder nennt er Theodor Rosenhauer, Hans Jüchser, Paul Wilhelm und Caspar David Friedrich.

## Beteiligung an Künstlersymposien und Pleinairmalerei (Freilichtmalerei), Auswahl
- 2001: II. Deutsch-Tschechisches Künstlersymposium – Kulturraum Sächsische Schweiz/Osterzgebirge Pleinair in Altenberg
- 2003: Teilnahme Pleinair Pirna durch den Kunstverein Pirna e. V.
- 2005: Teilnahme Pleinair Moritzburg beim Brückesommer in Moritzburg – 100 Jahre Künstlergruppe Brücke – Gemeinde Moritzburg und Brücke Gesellschaft Moritzburg e. V.)
- 2006: Teilnahme VII. Pleinair im Atelier Otto Niemeyer-Holstein in Usedom

## Ausstellungen (Auswahl)

### Einzelausstellungen
- 1992: Dresden, Leonhardi-Museum[4][5]
- 1995: Radebeul, Stadtgalerie
- 1996 und 2001: Pirna, Richard-Wagner-Museum Graupa
- 1996, 2002 und 2015: Radeberg, Schloss Klippenstein
- 1998: Bautzen, Bautzener Kunstverein, gemeinsam mit Sebastian Glockmann
- 1999: Dittersbach-Dürrröhrsdorf im Künstlerhaus Hoffmannsches Gut, gemeinsam mit Richard Sander[6]
- 2000: Pirna, Landratsamt
- 2000: Dresden, Weinbergkirche Pillnitz
- 2002: Dresden, Neuer Sächsischen Kunstverein[7]
- 2002: Dresden, Galerie im Regierungspräsidium[8][9]
- 2002: Schwarzheide, Galerie der BASF Schwarzheide GmbH[10][11]
- 2005: Lohne, Kunstkreis Die Wassermühle Lohne e. V.[12]
- 2006: Landau (Pfalz), Galerie Z und Städtische Galerie im Frank-Loebschen-Haus[13]
- 2007: Königstein, Galerie Festung Königstein, zusammen mit Gunter Hermann[14][15][16]
- 2010: Dresden, Villa Eschebach, Dresdner Volksbank Raiffeisenbank[17][18][19]
- 2012: Dresden-Rossendorf, Helmholtz-Zentrum
- 2012: Pirna, Stadtmuseum[20][21]
- 2013: Heidenau, Barockgarten Großsedlitz[22][23]
- 2014: Prag, Sächsische Landesvertretung
- 2015, 2020 und 2023: Wehlen, Radfahrerkirche
- 2016: Neustadt, Sachsen-Museum[24]
- 2016: Pirna, Landschloss Zuschendorf[25][26]
- 2022: Freital, Schloss Burgk, Städtische Sammlungen[27][28]
- 2023: Dresden, Stiftung Kunst und Berge beim Sächsischen Bergsteigerbund e. V.

### Ausstellungsbeteiligungen (Auswahl)
- 1988: Wroclaw, Ausstellung des Kunstfonds Sachsen
- 1989: Dresden, Ausstellungszentrum am Fucikplatz, 12. Kunstausstellung des Bezirkes Dresden
- 1990: Wroclaw, Ausstellung des Kunstfonds Sachsen
- 1992: Dresden, Galerie Rähnitzgasse, Sächsischer Künstlerbund e. V. Dresden, Handzeichnungen[29][30]
- 2001: Pirna, Stadtmuseum Pirna, „Jahrhundertrückblick, Sächsische Schweiz und Umgebung im Spiegel der Kunst des 20. Jahrhunderts“
- 2003: Radebeul, Weingutmuseum Hoflößnitz, „Kulturlandschaft Lößnitz“
- 2003: Dresden, Villa Eschebach Dresdner Volksbank Raiffeisenbank, „Das Aquarell in der Dresdner Kunst“[31]
- 2006: Berlin, Museum für Kommunikation Berlin, „Künstlersonderbund in Deutschland, Ästhetische Botschaften – Die Postkarte als Kunstwerk“ (Katalog)
- 2008: Coburg, Kunstverein Coburg / „Künstlersonderbund in Deutschland, Lebensspuren“ (Katalog)
- 2010: Berlin, Uferhallen, „Künstlersonderbund in Deutschland, Gegenstand: Realismus“ (Katalog)
- 2014: Königstein, Festung Königstein (Magdalenenburg), „Die Schönste im ganzen Land – Die Festung im Spiegel der Kunst“[32][33]
- 2015: Landau, Striefflerhaus, „Gartenträume“
- 2019: Dresden, Oktogon. Kunsthalle der HfBK Dresden, Malerei in der Kunsthochschule Dresden von 1950 bis 1990
- 2020: Dresden, Städtische Galerie-Kunstsammlung, „30 Jahre Künstlerbund Dresden“[34]
- 2022: Landau, Kunstverein Villa Strecius und im Striefler Haus der Künste, „Dieter Kissel – ein Sammler aus Leidenschaft“[35]

## Publikationen
- Malerei, Zeichnung: Neuer Sächsischer Kunstverein e. V., Dresden, Januar, Februar 2002. Hohnstein.
- Pfälzer und sächsische Landschaften. Katalog der Ausstellung Galerie Z und Städtische Galerie im Frank Loebsche Haus, Landau, April bis Juni 2006. Kunstverein Pirna e. V. (Hrsg.)